# SuperCollider
Pour les articles homonymes, voir Super collider (homonymie).
SuperCollider est un environnement et un langage de programmation pour la synthèse audio en temps réel et la composition algorithmique. Il est disponible pour toutes les plateformes et distribué sous licence GPL. Sa particularité de permettre la modification de code à la volée en fait un des principaux langages de live coding.

## Interfaces graphiques
Le langage utilisé dans SuperCollider permet aux utilisateurs de construire des plates-formes graphiques pour diverses applications

## Systèmes pris en charge
SuperCollider fonctionne sous Mac OS X, Linux, Microsoft Windows et FreeBSD.